# 瑙沃赖泰·约瑟夫
瑙沃赖泰·约瑟夫（匈牙利語：Navarrete József，1965年12月16日—），匈牙利男子击剑运动员。他曾代表匈牙利参加1996年夏季奥林匹克运动会击剑比赛，获得男子团体佩剑银牌。